# Хагелин, Карл Васильевич
Карл Васи́льевич Ха́гелин (швед. Karl Wilhelm Hagelin, 28 сентября 1860, Санкт-Петербург — 4 мая 1955, Стокгольм) — инженер, нефтепромышленник, директор правления нефтепромышленного и торгового акционерного общества «Эмба», управляющий делами фирмы «Нобель» в России, главный инженер «Товарищества на Волге». Отец Бориса Хагелина.

## Биография
Родился в семье обрусевших шведов. В 1861 году семья переехала на Волгу, где его отец работал вторым механиком на речных судах. С 1870 года учился в школе-интернате в Нижнем Новгороде (которой заведовала вдова В. И. Живокини, актёра Малого театра), затем изучал бухгалтерию в Александровском училище в Саратове.
В 1875 года работал на судостроительном предприятии Д. П. Шипова в Костроме, где участвовал в проектировании пароходов «Соловей» и «Ласточка». С 1878 года искал работу в Царицыне, затем работал механиком в пароходстве «Кавказ и Меркурий» в Астрахани.
С 4 апреля 1879 года работал в Баку на керосиновом заводе Роберта Нобеля слесарем механической мастерской, затем помощником инженера Тёрнквиста; брал уроки математики, физики и химии у шведского инженера Бьёркегрена (по другим данным — у А. Б. Ламберта). В мае 1883 года уехал в Стокгольм, где в 1885 году окончил Высшее техническое училище, после чего был приглашён Людвигом Нобелем в лабораторию в Санкт-Петербурге, где экспериментировал над процессами получения лёгких фракций из нефти.
В конце 1887 года назначен руководителем перевозками и хранением нефти в Поволжье, с 1891 года — техническим директором, а затем и управляющим «Товарищества братьев Нобель» в Баку. Одновременно был заместителем П. О. Гукасова в фонде, созданном бакинскими нефтяными магнатами для развития города.
В 1899 году переведён в Санкт-Петербург, где стал одним из пяти директоров компании Нобелей; руководил флотилией братьев Нобель, добычей и переработкой нефти в Баку (совместно с И. Г. Гарсоевым), осуществлял программу постройки новых судов и переоборудования имеющихся под дизели, на которую «Товариществом» было выделено 12 млн руб.
В декабре 1904 года в связи с началом забастовки нефтепромысловых рабочих в телеграмме, направленной в бакинскую контору фирмы «Нобель», писал: «Спокойная забастовка полезна для цен. Поэтому избегайте всякого насилия».
В 1906 году посетил США; на основании его докладной записки о положении нефтедобычи в США была разработана стратегия развития «Товарищества». Продолжив работу в «Товариществе», одновременно был генеральным консулом Швеции в Санкт-Петербурге (1906—1911); присутствовал на приёме короля Густава V в Петербурге по случаю бракосочетания принца Вильгельма с великой княжной Марией Павловной.
В 1907 году руководил разработкой чертежей, по которым Коломенским заводом было построено первое в мире судно с дизельной установкой — буксир «Коломенский дизель» мощностью 1000 л. с., где реверсирование осуществлялось с помощью муфты Р. А. Корейво. В 1908 году на заводе «Людвиг Нобель» в Санкт-Петербурге по проекту К. В. Хагелина был выпущен первый в мире четырёхтактный трёхцилиндровый быстроходный дизель типа «Д» мощностью 88,5 кВт при частоте вращения 400 об/мин, который был установлен на подводной лодке Балтийского флота «Минога».
Крупнейший из 11 морских теплоходов Нобелей на Каспии носил название «К. В. Хагелин».
В конце 1917 года в Баку и Астрахани улаживал вопросы дальнейшей работы предприятий «Товарищества братьев Нобель», после чего выехал в Швецию. В июле-августе 1918 года приезжал в Петроград дипкурьером, отказался от предложения возглавить техническое руководство бакинской нефтепромышленностью.
Вернувшись в Швецию, вместе с Эммануэлем Нобелем стал крупнейшим акционером шведской AB Cryptograph Арвида Дамма, в которой работал Борис Хагелин (компания производила получившие международное признание шифровальные машины).
Почётный член Шведской академии инженерных наук (1923).

### Семья
Отец — Вильгельм Хагелин (1828—1901), мать — Анна Ловиса Эриксдоттер (1818—1870); происходили из Vikbolandet (коммуна Норрчёпинг).
Жена (с 1886) — Хильда Кинандер, дочь капитана Цезаря Кинандера из Стокгольма;
- сын Борис (1892—1983) — предприниматель, изобретатель устройств шифрования,
- дочь Анна[4].